# 洪堡鎮區 (密歇根州)
洪堡鎮區（英語：Humboldt Township）是位於美國密歇根州馬凱特縣的一個行政鎮區。

## 地方資料
洪堡鎮區的面積為248.00平方千米，當中陸地面積為240.20平方千米，而水域面積為7.80平方千米。根據2020年美國人口普查的數據，當地共有人口413人，而人口密度為每平方千米1.67人。